# (100519) Bombig
(100519) Bombig es un asteroide perteneciente al cinturón de asteroides, descubierto el 28 de enero de 1997 por el equipo del Observatorio Astronómico de Farra d'Isonzo desde el Observatorio Astronómico de Farra d'Isonzo, Farra d'Isonzo, Italia.

## Designación y nombre
Designado provisionalmente como 1997 BE2. Fue nombrado Bombig en honor a la cantante y poetisa italiana Anna Bombig.

## Características orbitales
Bombig está situado a una distancia media del Sol de 2,593 ua, pudiendo alejarse hasta 3,203 ua y acercarse hasta 1,983 ua. Su excentricidad es 0,235 y la inclinación orbital 5,023 grados. Emplea 1525,60 días en completar una órbita alrededor del Sol.

## Características físicas
La magnitud absoluta de Bombig es 15,7. Tiene 1,735 km de diámetro y su albedo se estima en 0,406.